# Joseph Krautwald von Annau

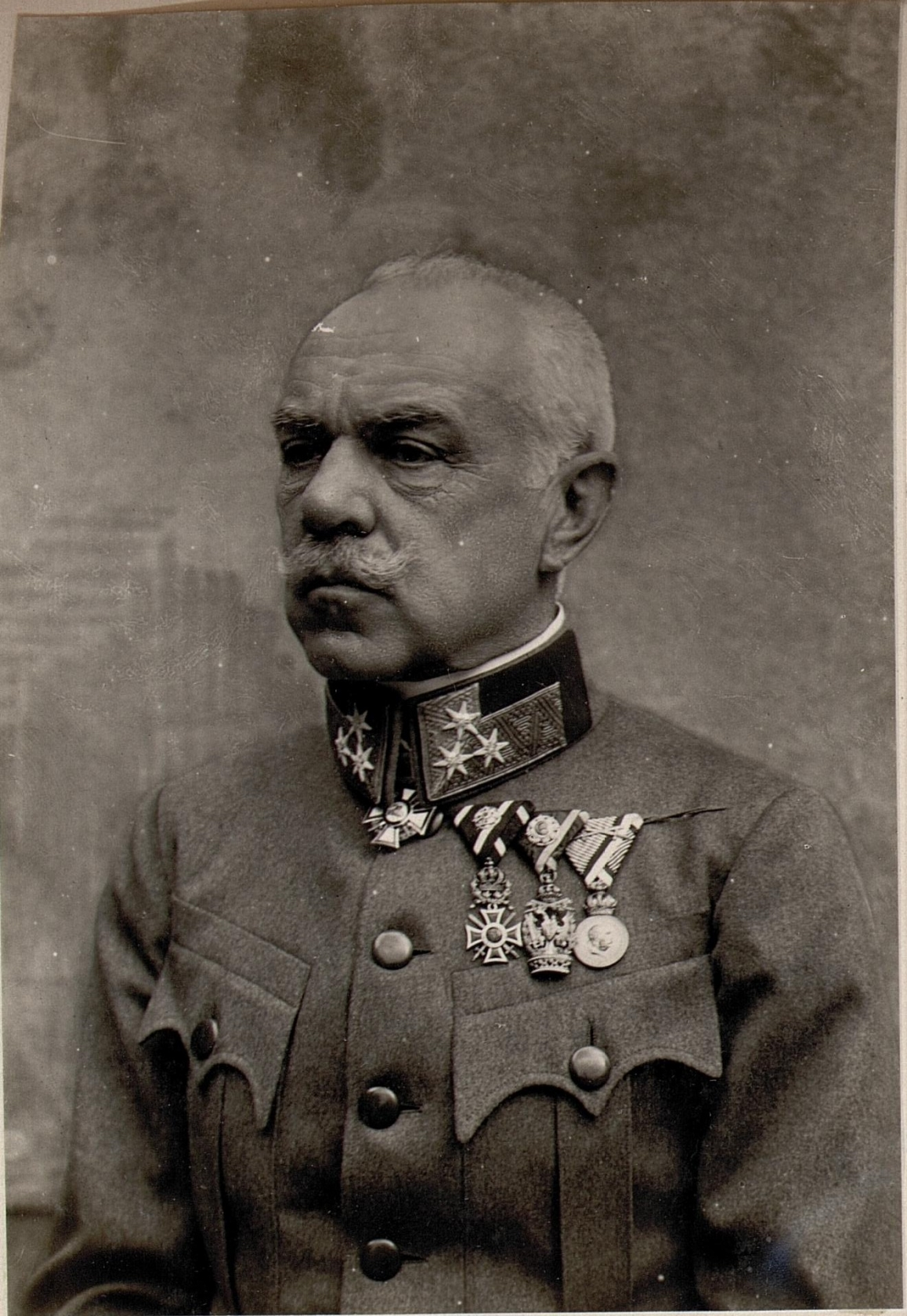
Joseph Krautwald von Annau

Joseph  Krautwald von Annau, ab 1918 Freiherr, (* 1. Oktober 1858 in Wien; † 13. April 1925 in Bratislava) war ein österreichisch-ungarischer General der Infanterie und Korpskommandant im Ersten Weltkrieg.

## Leben

### Militärische Laufbahn
Joseph Krautwald von Annau war der Sohn des Generalmajors Joseph Ritter Krautwald von Annau (1821–1888) und Anna (1832–1912). Nach dem Besuch des Gymnasiums in Prag und der Absolvierung der Technischen Militär-Akademie in Wien wurde er 1879 als Leutnant zum Genie-Regiment Nr. 2 ausgemustert. 1888 wurde er Hauptmann und stand ab 1889 im Dienst des Geniekorps in Brünn. Von 1892 bis 1896 diente er im Truppendienst beim Pionier-Bataillons Nr. 2 in Linz. 1896 wurde er Major und Kommandant des Pionier-Bataillon Nr. 4 in Pettau. Nach der Ernennung zum Oberstleutnant am 1. November 1900 wurde ihm das Kommando über das I. Bataillon des k.u.k. Infanterieregiments „Kronprinz Ferdinand von Rumänien“ Nr. 96 anvertraut. Am 3. Juni 1904 wurde er Oberst und ab 1906 Kommandeur des Infanterieregiments Nr. 96, das er bis 1910 innehatte. Gleichzeitig fungierte er als Lehrer für Taktik und Kriegsgeschichte an der Offiziersschule in Agram. Am 19. Mai 1910 wurde er zum Generalmajor befördert und übernahm die Führung der 53. Infanteriebrigade in Kaschau. 1912 wurde er Kommandeur der 34. Infanterietruppendivision in Temešvár und am 11. Mai 1913 zum Feldmarschallleutnant befördert.

### Im Ersten Weltkrieg
Zu Kriegsbeginn im August 1914 stand Krautwalds Division (67. und 68. Brigade) noch am serbischen Kriegsschauplatz und griff im Rahmen des VII. Korps (General der Infanterie Meixner, später Fail-Griessler) Ende August nach der Verlegung an die Ostfront in der Schlacht in Galizien ein. Nach der Niederlage an der Wereszyca musste sich die 34. Division im Rahmen der 2. Armee nach Chyrow zum San zurückziehen. Im November 1914 führte Krautwald in den Karpaten bei der 3. Armee eine nach ihm benannte Gruppe (200. und 201. Brigade), welche im Raum Homonna den Durchbruch des russischen XXIV. Armeekorps im Laborczatal aufhalten musste. Er setzte dabei die 35. Division (Generalmajor Kornhaber) im Tal der Udava in Richtung auf Tögyeshegy zur Umfassung an. Während der Winterschlacht in den Karpaten übernahm Krautwald im Januar 1915 das Kommando über das X. Korps, dem die 2., 21., 34. Infanterie- und die 43. Landwehrdivision unterstellt war.
Im März 1915 wurde er Kommandierender General des III. Korps, mit dem er bei der Armeegruppe Pflanzer-Baltin am Dnjestr an der Verteidigung der Pruthlinie teilnahm. Nach der erfolgreichen Frühjahrsoffensive 1915 wurde das III. Korps an die neue Italienfront verlegt, wo es mit der 22., 26., und 28. Division am äußersten Südflügel der Isonzofront eingesetzt wurde. Krautwalds Korps kämpfte Ende 1915 im Rahmen der 5. Armee unter General Boroevic in der Dritten und Vierten Isonzoschlacht. Im Mai 1916 zur 3. Armee an die Südostgrenze Tirols verlegt führte das III. Korps den erfolgreichen Stoß gegen die italienische 1. Armee, der zur Einnahme von Asiago führte (Südtiroloffensive).
Am 13. Mai 1917 wurde Krautwald zum General der Infanterie befördert und nahm im Juni im Rahmen der 11. Armee (Scheuchenstuel) an der Schlacht am Monte Ortigara teil. Krautwalds Korps hielt in weiteren Abwehrkämpfen erfolgreich den italienischen Angriffen stand und erreichte im Dezember 1917 durch die Eroberung des Mte. Sisemol südöstlich von Gallio die letzten Erfolge während der Ersten Piaveschlacht auf der Hochebene. Im November waren der Gruppe Krautwald auf den Sieben Gemeinden die 6., 18. Infanteriedivision und die 22. Schützendivision unterstellt. Im Jänner 1918 wurde er aus gesundheitlichen Gründen seines Postens enthoben und beurlaubt. Als Anerkennung wurde er zum Geheimrat ernannt und zum Freiherrn erhoben.
Mit 1. Jänner 1919 schied Krautwald aus der Armee aus. Danach siedelte er in die neugegründete Tschechoslowakei über und erhielt dort den Rang eines in den Ruhestand versetzten Dreisternegenerals der Tschechoslowakischen Armee. Joseph Krautwald von Annau war verheiratet und Vater einer Tochter. Er sprach neben Deutsch und Tschechisch noch Französisch und konnte sich für den Dienstgebrauch auch in Ungarisch, Kroatisch und Slowakisch verständigen. Nach seinem Tod 1925 wurde er auf dem St. Andreas Friedhof in Bratislava bestattet.

## Auszeichnungen
- Militärverdienstkreuz III. Klasse (1904), II. Klasse mit Schwertern (1915)
- Orden der Eisernen Krone III. Klasse (1908), II. Klasse mit Kriegsdekoration (1914), I. Klasse mit Kriegsdekoration (1915)
- Stern von Rumänien Kommandeur (1909)
- Ehrenzeichen für Verdienste um das Rote Kreuz I. Klasse (1915)
- Leopold-Orden I. Klasse mit Kriegsdekoration (1916)
- Militär-Verdienstmedaille Bronze (1917)[5][6]